# 傑克 (搜救犬)
杰克（英語：Jake，1995年－2007年7月25日）是一只美国黑色拉布拉多犬，在“9·11”袭击事件和卡特里娜飓风灾害中担任搜救犬。杰克从2001年开始担任搜救犬，直到2006年因癌症退休。 

## 早年经历
杰克10个月大时被主人玛丽·弗勒德（Mary Flood）收养。 杰克被发现遗弃在街头，身上有多处受伤，包括髋骨脱臼和腿部骨折。

## 搜救生涯
杰克的主人玛丽·弗勒德是犹他州第一特遣部队的成员，犹他州第一特遣队是一支经过专门训练的联邦搜救队。杰克康复后，弗勒德训练杰克成为一只“美国政府认证”的联邦救援犬。 这些救援犬至今不到200只，它经过训练后可以在24小时内迅速对飓风、地震、荒野救援、水上救援、恐怖袭击或雪崩等灾难做出反应。 杰克的主人后来评论说：“......尽管困难重重，它还是成为了一只世界级的救援犬。” 
杰克最出名的事迹是在“9·11”袭击事件后帮助在世贸中心遗址搜寻遇难者遗骸。 杰克和其它救援人员和救援狗一样，被纽约人民视为英雄。  杰克作为救援犬在世贸中心遗址工作了17天。 与它一起工作的人类和其它救援犬一样，杰克也暴露在世贸中心遗址的空气和建筑残渣的风险之中。
2005年卡特里娜飓风过后，杰克也加入了搜救。杰克与它位于犹他州的特别工作组一起，驱车30多个小时从犹他州前往密西西比州，帮助搜寻飓风登陆后的幸存者和受灾者遗体。 飓风丽塔过后，杰克也被派往墨西哥湾沿岸。 
晚年时，杰克帮助训练即将成为救援犬的幼犬。杰克帮助其它狗学会在不同地方和地形追踪气味。 杰克还在犹他州的疗养院和烧伤患者营地担任治疗犬。 

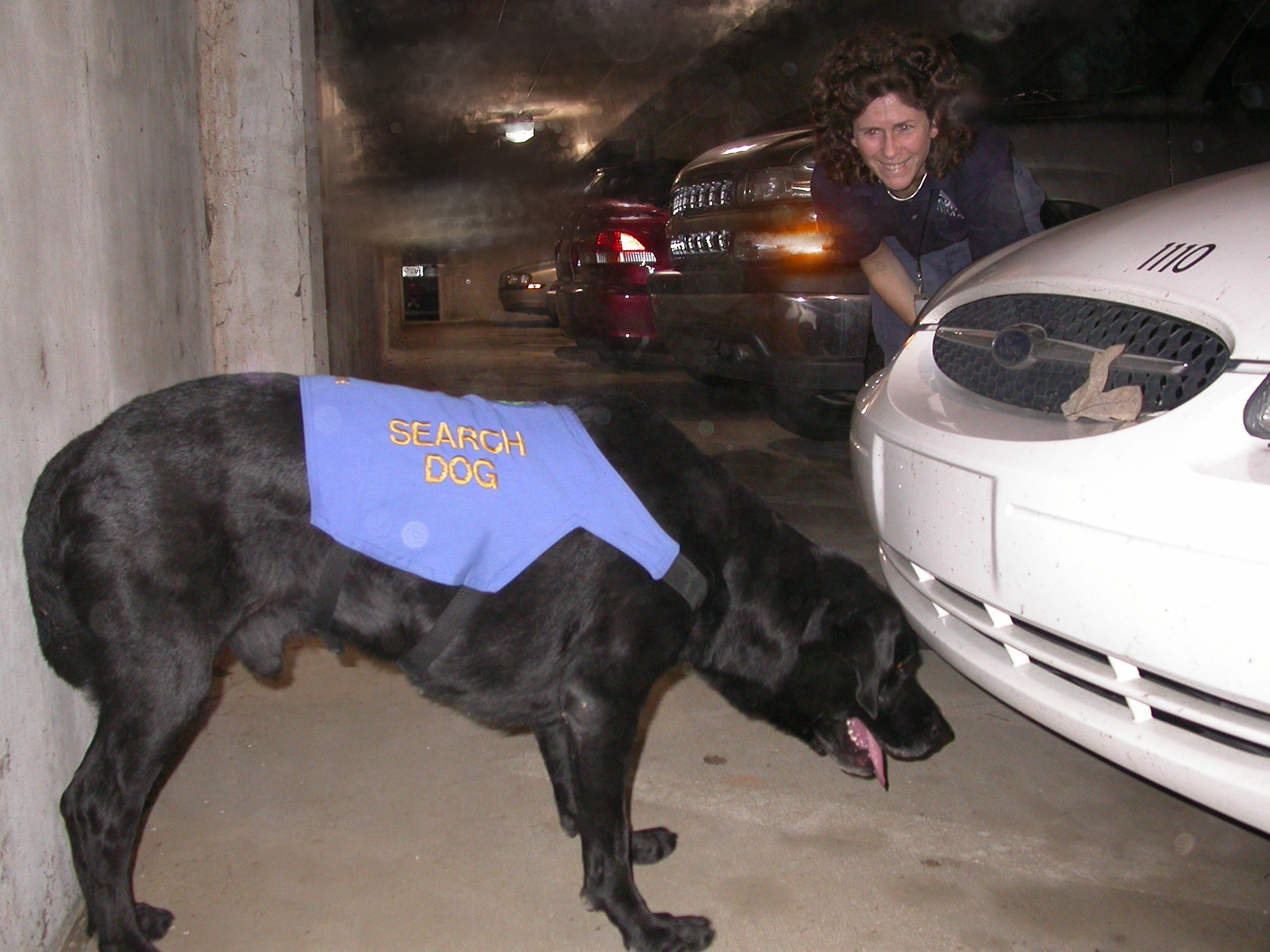
杰克。

## 离世
2007年，杰克被诊断患有血管肉瘤，一种血源性癌症。  7月25日，它的主人发现它倒在自家前院，高烧105华氏度，浑身发抖，随后它主人决定对它实施了安乐死。 据报道，它的主人在它去世前，曾带它最后一次穿过犹他州奥克利的田野和小溪散步。 杰克去世时享年12岁。 
目前还不清楚杰克的癌症是否与它在世贸中心遗址的救援工作有关。对于杰克这个年龄段的狗来说，癌症是一种非常常见的疾病。 一些救援犬的主人声称，它们的狗在“9·11”袭击后因接触世贸中心遗址的空气而死亡。 然而，科学家对在世贸中心遗址工作的救援动物的健康状况进行了研究，并没有发现它有任何严重的患病迹象。 相比之下，2007年对20,000名人类救援人员（如消防员）的研究发现，其中70％患有呼吸系统疾病，而不是癌症。 
宾夕法尼亚大学兽医学院的辛西娅·奥托目前正在进行一项关于“9·11”救援犬健康状况的研究。 杰克尸检的结果将被用作宾夕法尼亚大学医学研究的一部分。 